# Dora Mavor Moore
Dora Mavor Moore (8 avril 1888 - 15 mai 1979) est une actrice, et metteure en scène canadienne, pionnière du théâtre canadien.

## Biographie
Née Dora Mavor à Glasgow, en Écosse, elle déménage avec sa famille à Toronto (Ontario), au Canada, en 1894, lorsque son père, James Mavor (1854-1925), est recruté comme professeur d'économie politique par l'Université de Toronto.
Elle est la première étudiante canadienne à être acceptée à la Royal Academy of Dramatic Art de Londres, dont elle est diplômée en 1912.
En 1938, elle participe à la fondation d'une troupe de théâtre amateur baptisée Village Players, qui joue des pièces de William Shakespeare dans les écoles secondaires de l'Ontario.
Après la Seconde Guerre mondiale, en 1946, elle a aidé à fonder la New Play Society, première compagnie de théâtre professionnelle crée à Toronto après la guerre. En 1947, la compagnie présente sa première pièce canadienne, The Man in the Blue Moon de Lister Sinclair. La troupe contribue à la création du festival annuel de Stratford. Dora Mavor aidera au recrutement de son premier directeur, le Britannique Tyrone Guthrie.
En 1970, elle est nommée Officier de l'Ordre du Canada « pour sa contribution au théâtre au Canada ».

## Famille
En 1915, elle épouse Francis Moore, un aumônier de l'armée. Ils ont eu trois fils : Francis Wilfrid Mavor, James Mavor Moore et Peter Mavor. Le couple se sépare en 1928. Elle a pour petites-filles les actrices Charlotte Moore (en) et Tedde Moore (en), pour arrière-petit-fils l'acteur et producteur de musique « 40 (en) », alias Noah Shebib.

## Postérité
Une distinction, les Dora Mavor Moore Awards (aussi connu comme les Dora Awards), est créée en son nom en 1978 et décerné chaque année à des productions théâtrales et à des artistes de Toronto.